# Siphonodentalium lobatum
Siphonodentalium lobatum is een Scaphopodasoort uit de familie van de Gadilidae. De wetenschappelijke naam van de soort is voor het eerst geldig gepubliceerd in 1860 door Sowerby G.B. II.